# Kloningersmühle

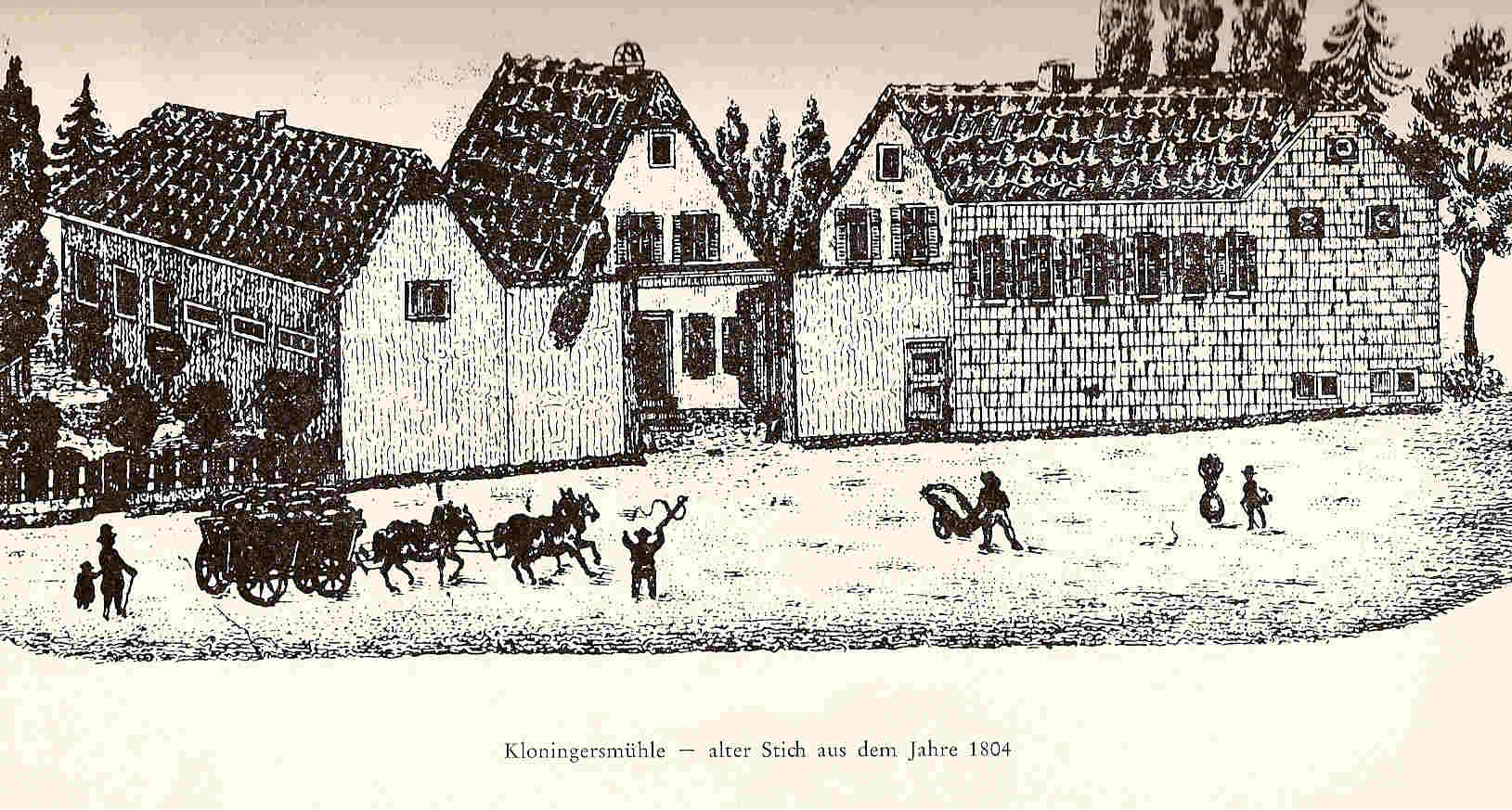
Kloningersmühle, 1804

Die Kloningersmühle war eine Wassermühle am südlichen Ortsausgang von Langenlonsheim in Richtung Bad Kreuznach in Rheinland-Pfalz.
Das Gebäude stand bis ans Ende des 20. Jahrhunderts und gab dem Ortsteil und dem Bahnhof der Hunsrückquerbahn seinen Namen.
Vermutlich war die Mühle als Wehrhof errichtet worden. Um 1700 kamen die Kloningers nach Langenlonsheim. Sie waren vertriebene Protestanten und Mühlenbesitzer aus dem Moselgebiet. Die Mühle war 1804 erweitert worden und ist 1904 bis auf das Wohnhaus abgebrannt. Nach dem Zweiten Weltkrieg wurde die Mühle von Otto Kloninger, seiner Ehefrau und seiner Tochter Marga bewohnt. Nach dem Brand von 1904 war die ehemalige Bannmühle für Getreide nicht wieder aufgebaut worden. Otto Kloninger betrieb mit seiner vom Mühlbach angetriebenen Turbine nur noch eine Schrotmühle und einen Dynamo zur Erzeugung von elektrischem Strom.